# Монтроуз (Западна Вирџинија)
Монтроуз (енгл. Montrose) град је у америчкој савезној држави Западна Вирџинија.

## Демографија
По попису из 2010. године број становника је 156, што је 0 (0,0%) становника више него 2000. године.
| Група             | 2000.       | 2010.        |
| Белци             | 155 (99,4%) | 156 (100,0%) |
| Афроамериканци    | 0 (0,0%)    | 0 (0,0%)     |
| Азијати           | 1 (0,6%)    | 0 (0,0%)     |
| Хиспаноамериканци | 0 (0,0%)    | 0 (0,0%)     |
| Укупно            | 156         | 156          |